# Silba emulata
Silba emulata är en tvåvingeart som beskrevs av Mcalpine 1964. Silba emulata ingår i släktet Silba och familjen stjärtflugor. Inga underarter finns listade i Catalogue of Life.